# Ovio
Ovio (en asturiano y oficialmente Obiu) es un pueblo español del concejo de Llanes, en el Principado de Asturias, perteneciente a la parroquia de Nueva. Su altitud es de 68 metros aproximadamente, y se sitúa a un kilómetro del pueblo de Nueva, que da nombre a la parroquia a la que pertenece, y a unos 14 kilómetros de la capital del concejo.
Justo al norte de esta localidad se encuentra otra aldea llamada Picones